# Tuffi ai I Giochi europei - Trampolino 1 metro maschile
Il concorso dei tuffi dal trampolino 1 metro maschile dei Giochi europei di Baku 2015 si è disputato il 18 giugno al Bakú Aquatics Center.

## Risultati
Il turno preliminare si è svolto alle 9:00 e la finale alle 19:00. (UTM +4)
| Pos.    | Tuffatore                 | Nazione       | Preliminare | Preliminare | Finale | Finale |
| Pos.    | Tuffatore                 | Nazione       | Punti       | Class.      | Punti  | Class. |
| ------- | ------------------------- | ------------- | ----------- | ----------- | ------ | ------ |
| Oro     | Nikita Šlejcher           | Russia        | 507.50      | 2           | 583.80 | 1      |
| Argento | Il'ja Molčanov            | Russia        | 534.80      | 1           | 512.20 | 2      |
| Bronzo  | James Heatly              | Gran Bretagna | 481.50      | 4           | 483.40 | 3      |
| 4       | Frithjof Seidel           | Germania      | 412.50      | 12          | 473.15 | 4      |
| 5       | Andreas Larsen            | Danimarca     | 456.40      | 7           | 468.45 | 5      |
| 6       | Jonathan Suckow           | Svizzera      | 472.45      | 5           | 463.90 | 6      |
| 7       | Ruslan Adriano Cristofori | Italia        | 486.95      | 3           | 459.75 | 7      |
| 8       | Artyom Danilov            | Azerbaigian   | 427.70      | 11          | 455.15 | 8      |
| 9       | Jordan Houlden            | Gran Bretagna | 451.85      | 9           | 453.15 | 9      |
| 10      | Nico Herzog               | Germania      | 464.45      | 6           | 450.10 | 10     |
| 11      | Andrea Cosoli             | Italia        | 455.60      | 8           | 431.95 | 11     |
| 12      | Juraj Melsa               | Croazia       | 436.35      | 10          | 430.95 | 12     |
| 13      | Juho Junttila             | Finlandia     | 409.25      | 13          |        |        |
| 14      | Timothe Deneuville        | Francia       | 398.15      | 14          |        |        |
| 15      | Dimitrios Molvalis        | Grecia        | 395.55      | 15          |        |        |
| 16      | Juryj Naŭrozaŭ            | Bielorussia   | 390.55      | 16          |        |        |
| 17      | Nikita Kryvopyshyn        | Ucraina       | 377.30      | 17          |        |        |
| 18      | Jan Wemelinger            | Svizzera      | 374.80      | 18          |        |        |
| 19      | Hrvoje Brezovac           | Croazia       | 373.90      | 19          |        |        |
| 20      | Abel Ligart               | Honduras      | 368.15      | 20          |        |        |
| 21      | Alexis Jandard            | Francia       | 366.00      | 21          |        |        |
| 22      | Alexander Mario Hart      | Austria       | 356.45      | 22          |        |        |
| 23      | Bogomil Koynashki         | Bulgaria      | 356.00      | 23          |        |        |
| 24      | Konstantinos Koutsioumpis | Grecia        | 355.60      | 24          |        |        |
| 25      | Vitalii Levchenko         | Ucraina       | 334.70      | 25          |        |        |
| 26      | Martynas Pabalys          | Lituania      | 330.75      | 26          |        |        |
| 27      | Ian-soren Cabioch         | Polonia       | 328.55      | 27          |        |        |
| 28      | Mihailo Curic             | Croazia       | 325.65      | 28          |        |        |
| 29      | Moritz Pail               | Austria       | 315.95      | 29          |        |        |
| 30      | Georgs Peskisevs          | Lettonia      | 300.85      | 30          |        |        |